# Beatrice di Ginevra

Stemma dei conti di Ginevra

Beatrice di Ginevra (1335 – 1392) è stata una nobile francese.

## Biografia
Era figlia di Ugo di Ginevra, ultimo signore della baronia di Gex, e di  Isabella d'Anthon, figlia di Guichard VI d'Anthon e di Léonnette Thoire-Villars.

## Discendenza
Beatrice sposò Federico II di Saluzzo, marchese di Saluzzo ed ebbero numerosi figli, tra i quali:
- Tommaso III (1356-1416), marchese di Saluzzo. Sposò Margherita di Pierrepont[2]
- Amedeo di Saluzzo (1357-1419), secondogenito, diacono e poi pseudocardinale nominato dall'antipapa Clemente VII
- Ugo di Saluzzo (†1407), che sposò nel 1391 Margherita di Baux (o del Balzo) (†1420)
- Bernardo (†1434), signore di Anton e Varey
- Roberto, monaco
- Pietro (?-1412), vescovo di Mende
- Giacomo, religioso
- Paula, sposò in prime nozze Francesco II del Carretto (†1385/86), signore di Millesimo, ed in seconde (1388) Framonte de Cars
- Violante, sposò nel 1389 Antonio de Porri, conte di Pollenzo
- Constanza, sposò in prime nozze il signore di Soult ed in seconde nozze Jean II de Blois, conte di Sancerre (1334 - 1402/03)

## Ascendenza
|                          |   |                         | Genitori                      |  |  | Nonni |  |  | Bisnonni           |  |  | Trisnonni               |  |
|                          |   |                         |                               |  |  |       |  |  | Rodolfo di Ginevra |  |  | Guglielmo II di Ginevra |  |
|                          |   |                         |                               |  |  |       |  |  | Rodolfo di Ginevra |  |  | Guglielmo II di Ginevra |  |
|                          |   | Alice de la Tour du Pin |                               |  |  |       |  |  | Rodolfo di Ginevra |  |  |                         |  |
| Amedeo II di Ginevra     |   |                         |                               |  |  |       |  |  | Rodolfo di Ginevra |  |  |                         |  |
|                          |   | Maria de La Tour du Pin | Alberto III de la Tour du Pin |  |  |       |  |  |                    |  |  |                         |  |
|                          |   | Maria de La Tour du Pin | Alberto III de la Tour du Pin |  |  |       |  |  |                    |  |  |                         |  |
|                          |   | Maria de La Tour du Pin | …                             |  |  |       |  |  |                    |  |  |                         |  |
| Ugo di Ginevra           |   | Maria de La Tour du Pin |                               |  |  |       |  |  |                    |  |  |                         |  |
|                          |   | …                       | …                             |  |  |       |  |  |                    |  |  |                         |  |
|                          |   | …                       | …                             |  |  |       |  |  |                    |  |  |                         |  |
|                          |   | …                       | …                             |  |  |       |  |  |                    |  |  |                         |  |
| Agnese di Chalon         |   | …                       |                               |  |  |       |  |  |                    |  |  |                         |  |
|                          |   | …                       | …                             |  |  |       |  |  |                    |  |  |                         |  |
|                          |   | …                       | …                             |  |  |       |  |  |                    |  |  |                         |  |
|                          |   | …                       | …                             |  |  |       |  |  |                    |  |  |                         |  |
| Beatrice di Ginevra      |   | …                       |                               |  |  |       |  |  |                    |  |  |                         |  |
|                          | … | …                       |                               |  |  |       |  |  |                    |  |  |                         |  |
|                          | … | …                       |                               |  |  |       |  |  |                    |  |  |                         |  |
|                          | … | …                       |                               |  |  |       |  |  |                    |  |  |                         |  |
| Guichard VI d'Anthon     | … |                         |                               |  |  |       |  |  |                    |  |  |                         |  |
|                          |   | …                       | …                             |  |  |       |  |  |                    |  |  |                         |  |
|                          |   | …                       | …                             |  |  |       |  |  |                    |  |  |                         |  |
|                          |   | …                       | …                             |  |  |       |  |  |                    |  |  |                         |  |
| Isabelle d'Anthon        |   | …                       |                               |  |  |       |  |  |                    |  |  |                         |  |
|                          |   | …                       | …                             |  |  |       |  |  |                    |  |  |                         |  |
|                          |   | …                       | …                             |  |  |       |  |  |                    |  |  |                         |  |
|                          |   | …                       | …                             |  |  |       |  |  |                    |  |  |                         |  |
| Léonnette Thoire-Villars |   | …                       |                               |  |  |       |  |  |                    |  |  |                         |  |
|                          |   | …                       | …                             |  |  |       |  |  |                    |  |  |                         |  |
|                          |   | …                       | …                             |  |  |       |  |  |                    |  |  |                         |  |
|                          |   | …                       | …                             |  |  |       |  |  |                    |  |  |                         |  |
|                          |   | …                       |                               |  |  |       |  |  |                    |  |  |                         |  |